# Calepina irregularis
Calepina irregularis là một loài thực vật có hoa trong họ Cải. Loài này được (Asso) Thell. mô tả khoa học đầu tiên năm 1905.